# Понёва

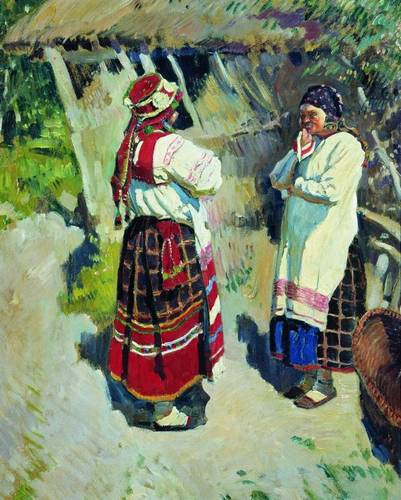
С. А. Виноградов. «Бабы тульские», 1889

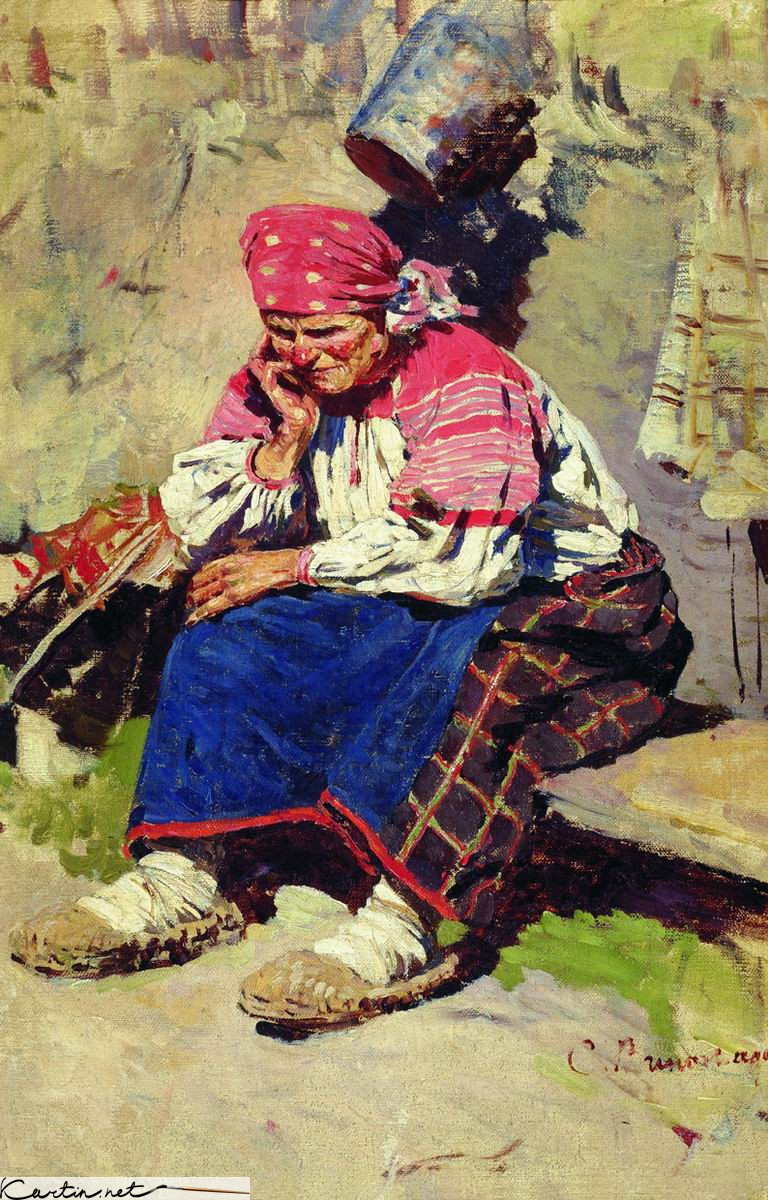
С. А. Виноградов. «Баба», 1890

Понёва (панёва, понява, поня, понька — вероятно от «понять» в значении «обнять») — элемент русского народного костюма, женская шерстяная юбка замужних женщин из нескольких (2—3—4—6—8) кусков ткани (как правило, тёмно-синей клетчатой или чёрной, реже красной) с богато украшенным подолом. Ещё в конце XIX — начале XX веков была распространена в южно-великорусских (Тульской, Орловской, Рязанской, Тамбовской, Курской, Белгородской, Воронежской) и белорусских областях. По своему характеру сближается с украинской плахтой.
Существовал обряд — надевание понёвы, который говорил о том, что девушка уже могла быть просватанной.

## Обычай ношения
Понёва является древним видом женской одежды, её носили в ряде с кичкой и особой нагрудной и плечевой одеждой. Это одежда преимущественно замужних, девушки надевали её по достижении половой зрелости, а иногда и во время свадебного обряда.
С момента обряда совершеннолетия — надевания понёвы — про девушку могли говорить: «рубаху сняла», то есть сменила невестинскую рубашку на взрослое одеяние. Понёва, как непременный атрибут жены, наделялась такими сравнительными эпитетами, как «бабий хомут» или «бабья забота», «бабья кабала». Смыслы выражений заключали идею прохождения девкой бабьего пути — творения рода.

Девки не носят её, или только просватанные.— Словарь Даля
Для девочки важным рубежом был обряд «вскакивания» в понёву. Понёва — древняя набедренная одежда, полотнище ткани, заменяющее юбку. По описаниям этнографов, в XIX веке девушки в деревнях до 15—16 лет ходили в одних рубахах, опоясанных шерстяным поясом. Когда наступала пора наряжаться во взрослую одежду, проводился специальный обряд: девица "становится на лавку и начинает ходить из одного угла на другой. Мать её, держа в руках открытую понёву, следует за ней подле лавки и приговаривает: «Вскоци, дитетко; вскоци, милое»; а дочь каждый раз на такое приветствие сурово отвечает: «Хоцу — вскоцу, хоцу — не вскоцу». Но так как вскочить в понёву значит объявить себя невестою и дать право женихам за себя свататься, то никакая девка не заставляет долго за собой ухаживать, да и никакая девка не даёт промаху в прыжке, влекущего за собой отсрочку в сватовстве до следующего года.
«В период формирования древнерусской народности на территории теперешней Московской области понёва была основным, ведущим видом одежды, который принят в X—XIII веках. До XIV века дожил обычай, в соответствии с которым каждый населённый пункт или несколько деревень и сёл имели свои отличия в украшении ткани, из которой шилась понёва, в размерах клеток ткани и т. д. Если девушка выходила замуж в другую деревню, она должна была подчиниться традициям того села, откуда муж был родом: приходилось носить понёву того типа, который принято носить в деревне мужа. Дольше всего понёва держалась в южных губерниях».

## Описание

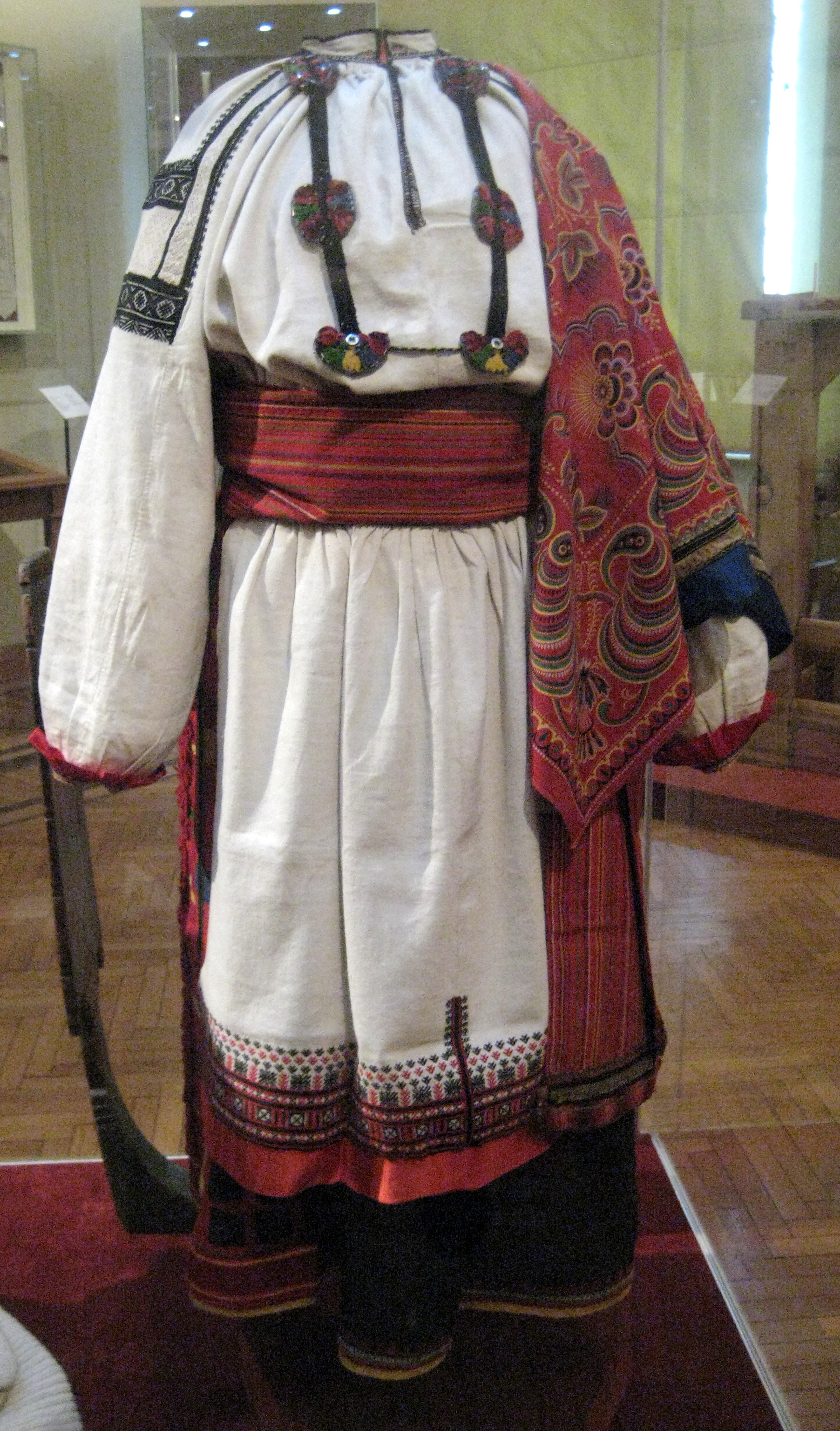
Женский праздничный костюм: рубаха, понёва, передник-занавеска, нагрудное украшение, платок, пояс, поясное украшение, башмаки, чулки. Воронежская губерния, Бирючинский уезд. Конец XIX — нач. XX века.

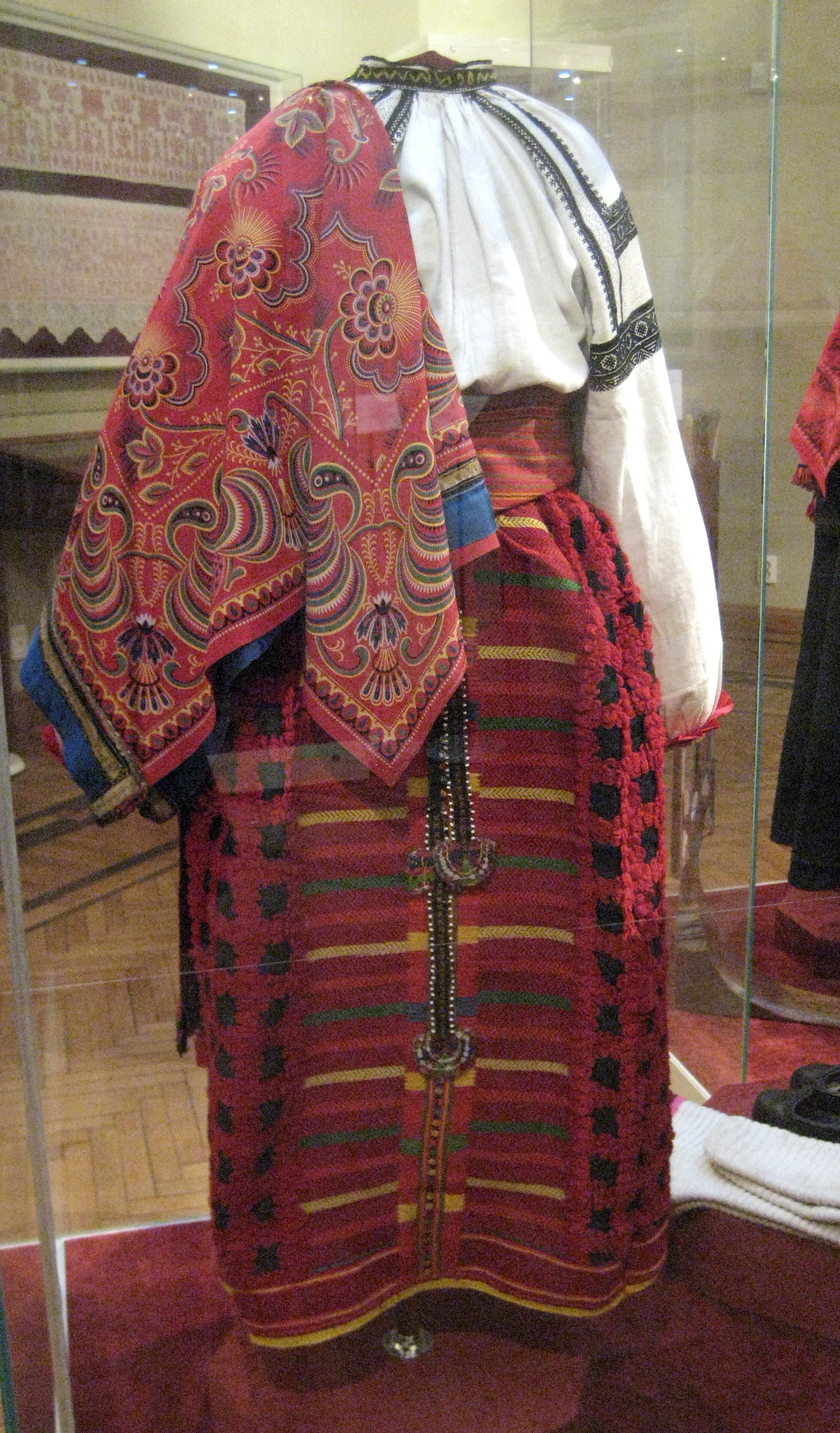
То же. Вид сзади

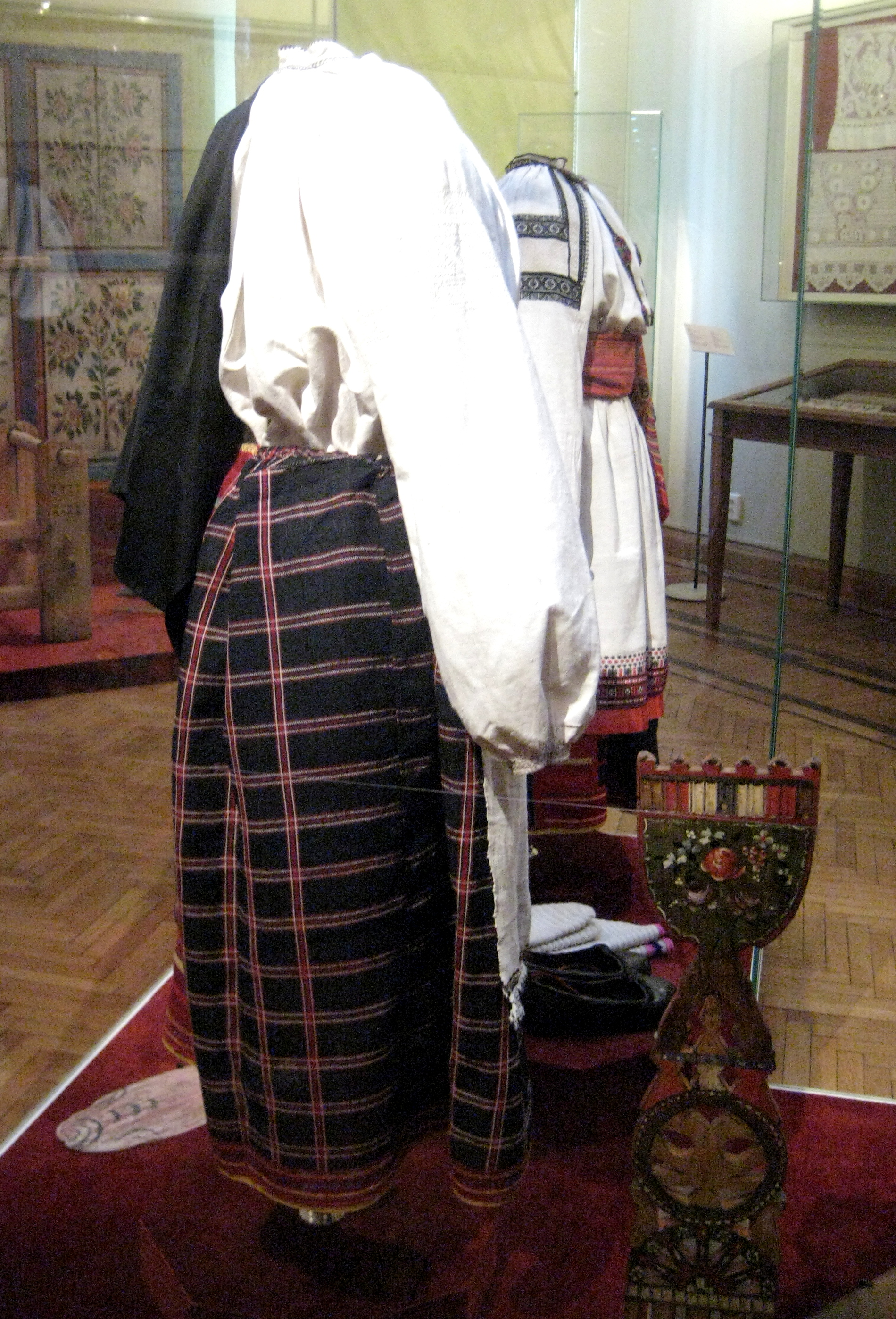
Праздничный костюм пожилой женщины: рубаха, понёва, передник-занавеска, платок. Воронежская губерния, Бирючинский уезд. Конец XIX — начало XX века

Характерное отличие понёвы от любой другой юбки в том, что она изготавливалась обычно из трёх (или более) кусков ткани, специально изготовленных на ткацком стане. Поскольку станок имел ширину от 35 см, именно это и диктовало обычное количество полотен — трёхполые понёвы.
Понёва надевалась поверх рубахи, оборачивалась вокруг бёдер и вздергивалась на талии с помощью гашника — шерстяного шнура. В зависимости от региональной моды она могла спускаться ниже талии, либо наоборот завязываться выше, под грудью. Спереди часто надевался передник-фартук.
По составу ткань для понёвы имела следующий характер: основа — конопляная или крапивная, а уток — шерстяной. Иногда имела холщовую подкладку.
Понёвы различаются по крою и расцветке.

### По покрою
1. понёвы распашные, открытые спереди или сбоку
2. с прошвой, глухие

Оба типа присущи областям южной России.
В Смоленской губернии среди распашных понёв различаются:
- растополка, у которой одно полотнище располагается спереди и два сзади, так что открытыми оказываются оба бока,
- и разнополка, состоящая из трёх полотнищ разной длины, из которых короткое располагается справа, а треть первого и третьего полотнищ носили с подтыком — отворачивали и перекидывали через пояс.

В Орловской, Курской, Воронежской, Тамбовской, Пензенской, Калужской, Рязанской губерниях понёва открыта спереди; носили её, подтыкая углы за пояс.
Вариантом является понёва-плахта с разрезом спереди, бытовавшая в Севском и Трубчевском уездах Орловской губернии, которая состояла из двух сшитых наполовину полотнищ.
В Рязанской и Орловской губерниях носили также гофрированную паневу.

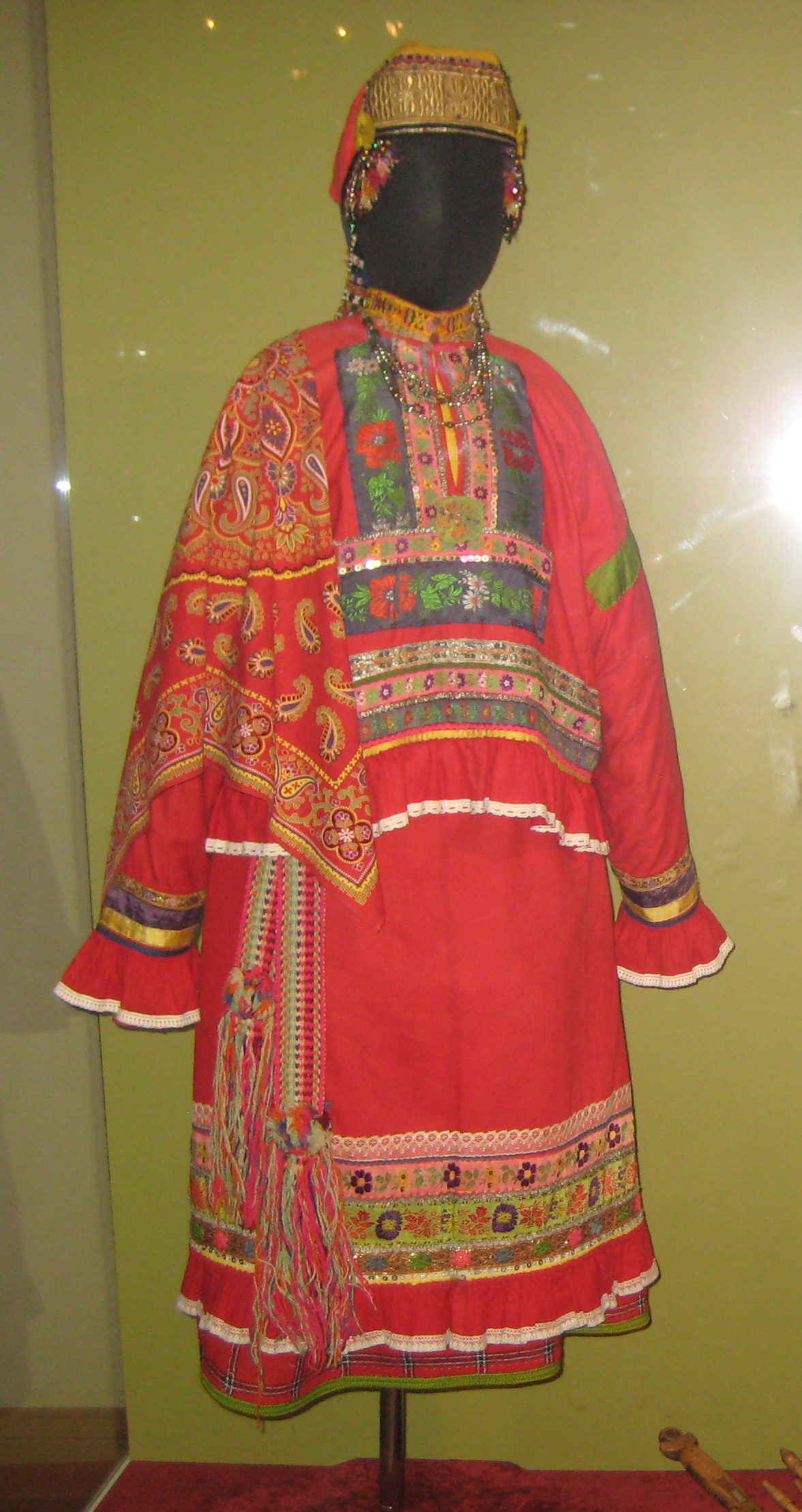
Женский праздничный костюм: рубаха-рукава, рубаха-«сарафанчик», понёва, передник, пояс, бусы, головной убор «сорока» из 3 частей, платок. Нижегородская губерния, д. Починки, 1-я треть XX в.

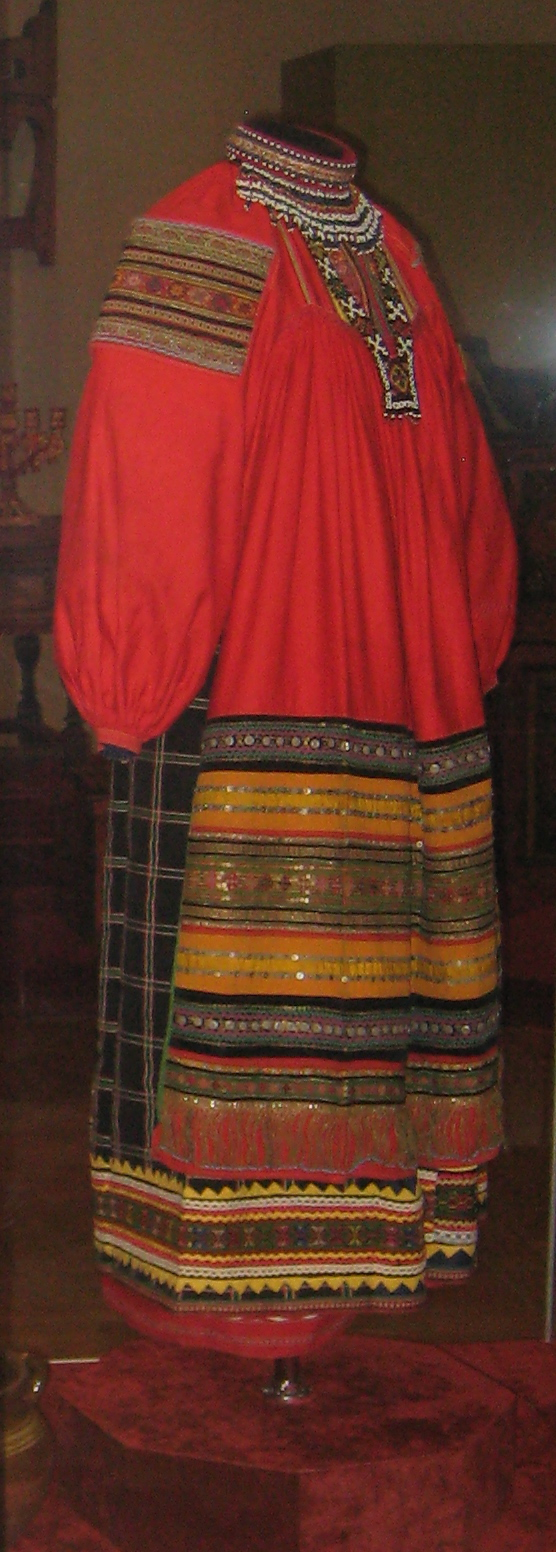
Женский праздничный костюм

Понёва с прошвой, видимо, более позднее явление. Крестьянки, отправляясь в город, распускали распашную паневу, так как ходить в городе в подоткнутой понёве считалось зазорным. Прошва — это 4-е узкое полотнище, которое могло вшиваться и временно, на «живую нитку». Она располагалась сбоку или спереди. Даже если она являлась изначальной частью понёвы, то всё равно изготавливалась из отличной от основного полотнища ткани, и чётко ограничивалась полосками кумача, позументами.
«„Наборную“ понёву шили из четырёх полотнищ ткани (три полотнища — из чёрной клетчатой, одно — прошва — из однотонной чёрной шерсти), собранных в верхней части на шнур-„вздержку“. Крупные клетки, образованные пересечением широких прерывистых белых полосок, отчётливо выделились на бархатисто-чёрном фоне понёвного полотна. Любопытно, что в декорировке „наборной“ понёвы использованы различные способы оформления мест соединения полотнищ, Так, место стыка прошвы, располагающейся спереди слева, и клетчатых полотнищ отмечено многоцветной вышивкой. С правого бока понёвные полотнища соединяются „своской“ — продольной полоской ткани шириной 4 см с вышитыми на пяльцах узорами. Поскольку спереди и с боков понёва закрывалась передником, её более всего украшали сзади. Ширина задней „своски“ достигала 7 см. Клетчатая понёвная ткань на две трети ширины расшивалась с обеих сторон красно-оранжевыми шерстяными нитями, при этом вышитый узор сзади также был шире, чем с боков. Широкая полоса орнамента на подоле представляла собой две линии ромбов, обрамленных узкими косичками. Включение в основную красно-оранжевую гамму вышивки темно-синих, зеленых и вишневых нитей усиливало общую контрастность цветового решения „наборной“ понёвы, главной характеристикой которой является исключительная красочность».

### По расцветке
По расцветке, орнаментации и украшению понёвы намного более разнообразны. Часто свои варианты имели даже отдельные сёла. Однако из-за миграций при колонизации южных земель и проч. четко локализовать их по распределению цвета и орнамента трудно.
- Основной тип — синяя клетчатая понёва, распашная или глухая, преобладавшая в бассейне Оки, в Рязанской, Курской, Пензенской, Тамбовской, Орловской, Воронежской губерниях.

- Чёрная клетчатая встречалась в некоторых местностях Рязанской, Воронежской, Калужской губерний.

- Синяя гладкая и красная полосатая панева — Мещёрском районе, на севере Рязанской и в части Тамбовской губерний.

- Красная панева — также в Тульской и Воронежской губерниях, то есть в бассейне Дона, а также в некоторых местностях Смоленской, Орловской и Рязанской губерний.

- Расшитые шерстью тёмно-синие или чёрные клетчатые понёвы — в Воронежской губернии

- Украшенные ткаными узорами, иногда очень сложными — в Калужской, Рязанской.

В некоторых селах Пензенской области женщины носили тяжелые браные (то есть тканые) понёвы.

### Украшения

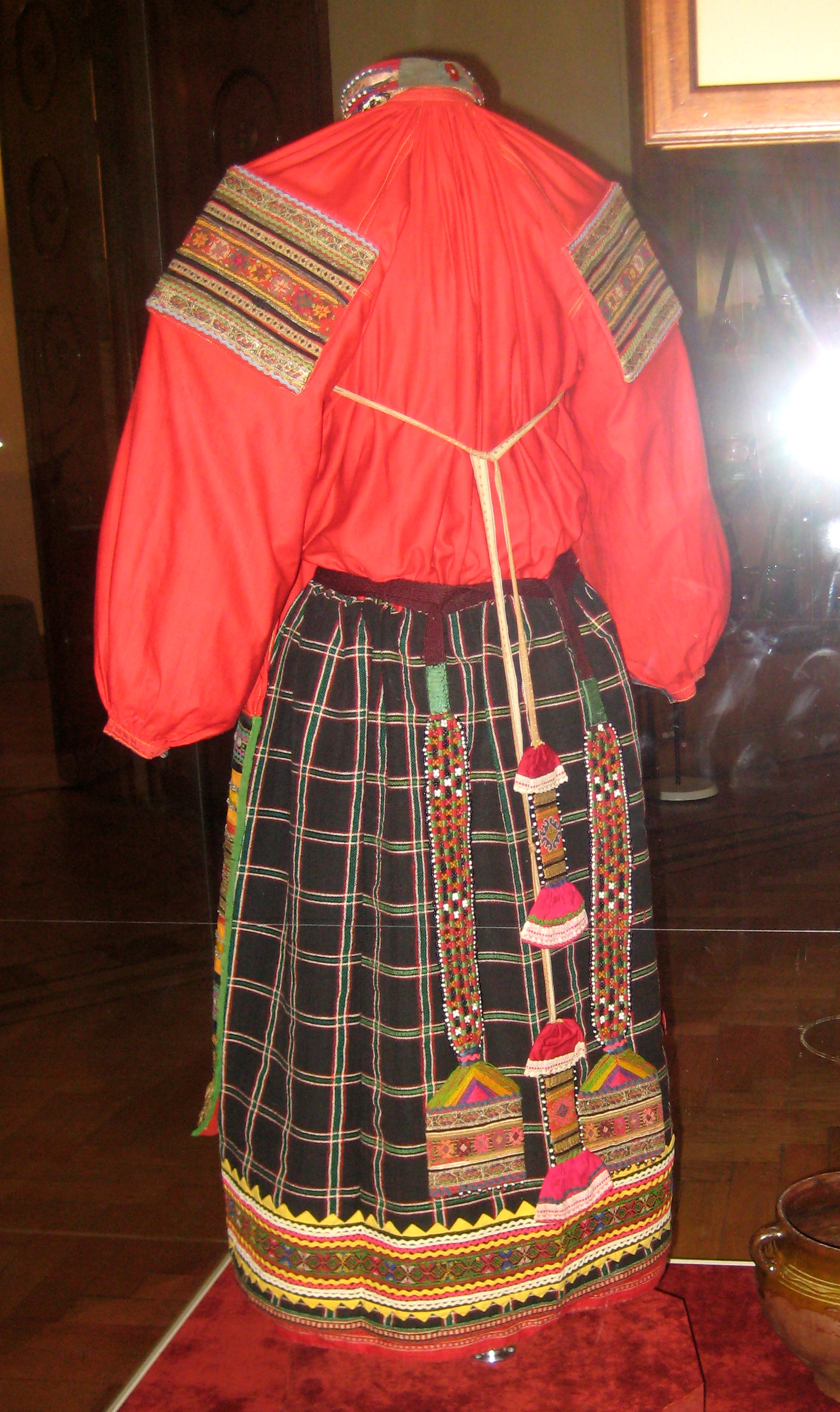
То же, вид сзади

Обычно у понёвы были подолы, кромки вдоль разрезов, а также швы прошв, богато украшенные вышивкой, кумачовыми лентами, зубчиками, ромбами, галунными нашивками.
«В разных губерниях России существовало множество вариантов декоративного убранства понёв. Даже в соседних селах Бирюченского уезда свадебные понёвы различались по цвету, характеру узора, носили разные названия: „потринитка“, „на шленке“, „наборная“. Самой многодельной была понёва „потринитка“; клетки её полотна вышивались петельчатым швом тёмно-красными нитями, в результате чего ткань напоминала густой, толстый мех».
- Воронежские понёвы обшивались и украшались очень богато оранжевой вышивкой из шерстяных нитей и дополнялись различными швами и розетками, блёстками.

Таким образом, понёва — это не просто ткань, но и целый комплекс украшений, которые покрывали эту деталь женской одежды. Она имела тщательно разработанный широкой узорный, браный подподольник. Подподольники отличались друг от друга количеством нашитых на них солярных, то есть солнечных знаков — ярга.